# Cryptella canariensis

Cryptella canariensis  es una especie de semibabosa terrestre que respira aire con una pequeña concha, un molusco gasterópodo pulmonado terrestre de la familia Parmacellidae. Esta especie también se conoce como Parmacella canariensis.

## Distribución
Esta especie es endémica de Canarias, concretamente de Lanzarote y presencia dudosa en Fuerteventura.

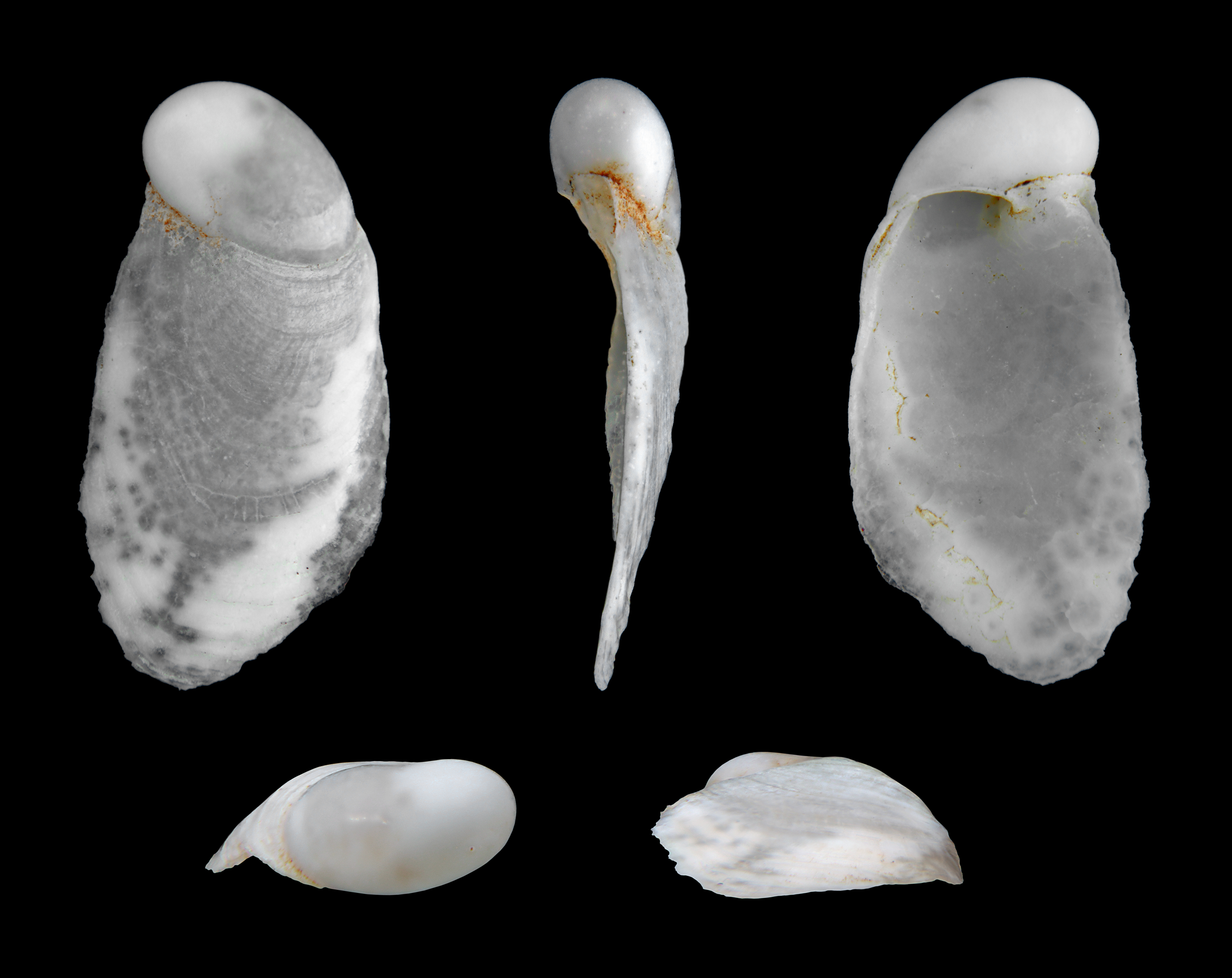
Concha de Cryptella canariensis.

## Descripción
El animal es de color grisáceo a marrón amarillento, con manchas o rayas negras en el manto y en los costados, longitud del manto 55% del cuerpo. El animal crece hasta 40 mm de largo.
El caparazón tiene un ápice liso, grueso y de color marrón amarillento.